# Крузе, Фёдор Михайлович
Барон Фёдор Миха́йлович фон-Кру́зе (1857 — после 1917) — адвокат и общественный деятель, член III Государственной думы от Санкт-Петербургской губернии.
Был землевладельцем Санкт-Петербургской губернии и домовладельцем Санкт-Петербурга.

## Биография
Родился 13 (25) января 1857 года в семье потомственных дворян. Его отец, Михаил Христианович Крузе (1802—?), кавалер орденов Св. Анны 2-й и 3-й ст. с бантом, Св. Владимира 4-й ст. с бантом и мечами, турецкого ордена Меджидие 4-й степени вышел в отставку в 1857 году в чине полковника; в 1863—1865 годах исполнял должность одесского полицмейстера.
Окончил Ришельевский лицей (гимназию?) и юридический факультет Санкт-Петербургского университета (1880). По окончании университета состоял присяжным поверенным. В течение двадцати лет избирался депутатом дворянства Санкт-Петербургской губернии, гласным Царскосельского уездного и Санкт-Петербургского губернского земских собраний, почетным мировым судьей. Был членом «Союза 17 октября».
В 1907 году был избран в члены III Государственной думы от Санкт-Петербургской губернии съездом землевладельцев. Входил во фракцию октябристов. Состоял докладчиком комиссии по рабочему вопросу, а также членом комиссий: по рабочему вопросу, по судебным реформам и о неприкосновенности личности.
Судьба после 1917 года неизвестна. Был женат.